# فقسة (خياطة)

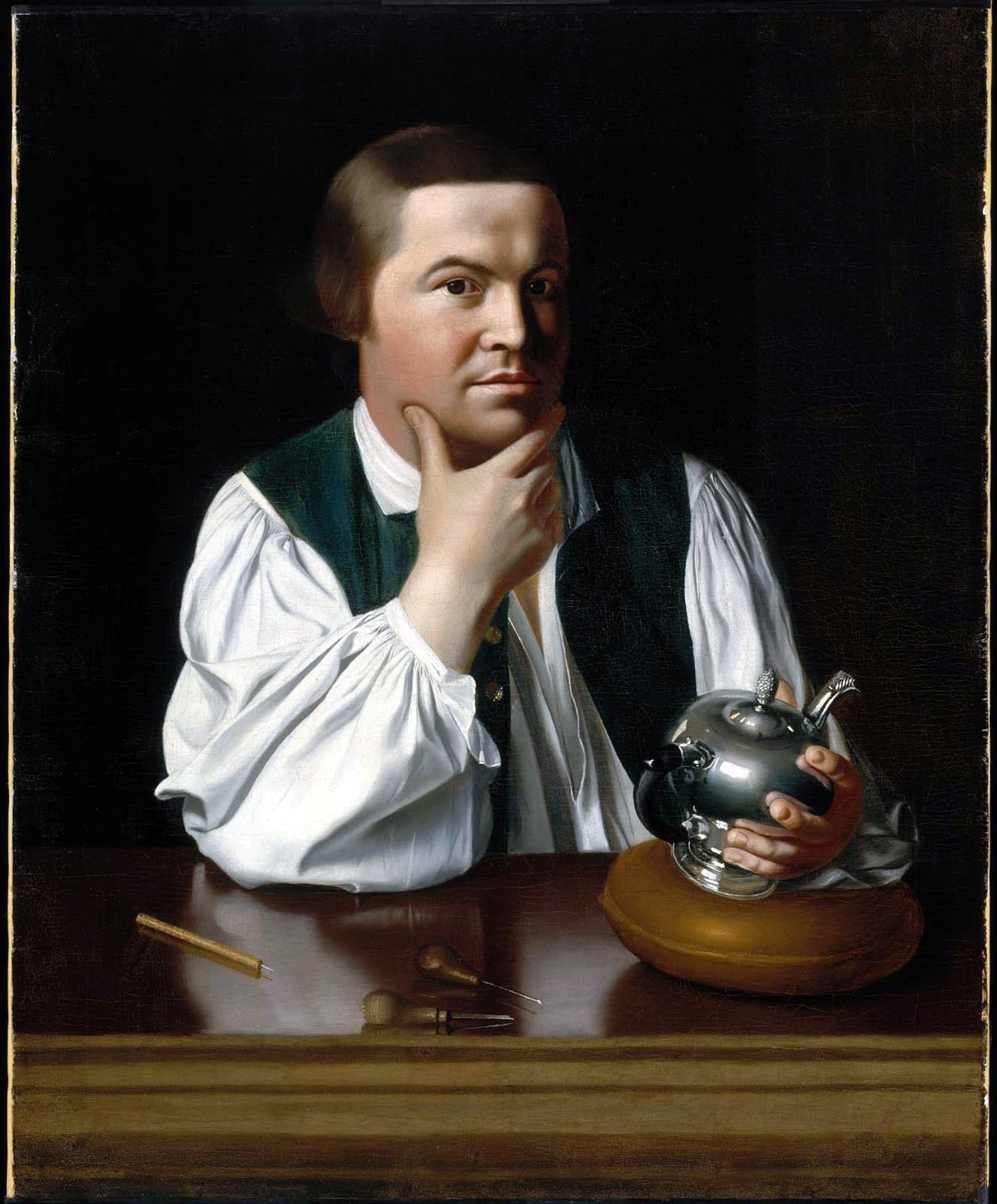
فقسة في قميص بول ريفير عند الكتف الأكمام ، 1776.

الفَقْسَة تقنيةُ خياطة لتقصير طول قطعة من القماش ليمكن ربط القطعة الأطول بقطعة أقصر، فَينتُج منها تموُّجٌ ضئيل.

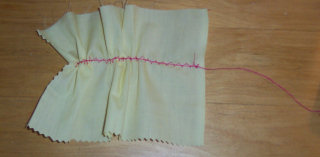
تُظهر هذه الصورة طريقة سريعة وسهلة لعمل فقسة باستخدام المِخْيَطَة.